# Auguste-Aimé Boullée
Auguste-Aimé Boullée (né le 4 novembre 1795 à Bourg-en-Bresse et mort le 2 juin 1870 à Passy) est un magistrat français devenu écrivain historien, spécialiste de biographies historiques.

## Biographie
Après des études de droit dans sa ville natale, il est nommé substitut du procureur de Bourg-en-Bresse auprès des tribunaux le 14 mars 1821. Deux ans plus tard, il est nommé procureur du roi au tribunal de Bergerac le 18 juin 1823 et, dernière occupation dans la fonction publique, procureur auprès des tribunaux de première instance à Mâcon le 25 janvier 1826 jusqu'au 15 septembre 1830.
C'est à la suite de la révolution de juillet 1830 dite des Trois Glorieuses qu'il fut compris dans la proscription qui atteignit la magistrature amovible et révoqué au mois d'août. Il se fixe alors à Lyon en avril 1831 pour se consacrer à des études historiques, jusqu'en décembre 1850, époque où il vint habiter à Paris puis à Passy où il finit sa vie le 2 juin 1870 à 74 ans. Son épouse, Madeleine Quarré de Verneuil, est décédée avant lui le 1er mars 1868.

## Œuvre
Les écrits de Boullée sont appréciés pour leur rigueur. Son appartenance à l' Académie des sciences, belles-lettres et arts de Lyon de 1832 à 1870 et la présidence de cette institution qu'il occupa en 1835, lui donnèrent la reconnaissance nécessaire à la publication de ses écrits.
Ses écrits sont principalement des biographies consacrées à des personnages historiques, le marquis de Lafayette, le prince de Polignac, les comtes Villèle et Peyronnet, Dupont de Nemours, l'intendant lyonnais Poivre, le chancelier d'Aguesseau, Louis-Philippe d'Orléans, Jean-Étienne-Marie Portalis et de multiples autres regroupées dans ses Biographies contemporaines (1863, 2 vol.).
Mais il rédigea également des traités à caractère historique comme Histoire de Démosthène (1834), Histoire de la France pendant la dernière année de la Restauration (1839), Histoire complète des États Généraux et des autres assemblées de la France 1302-1626 (1845), Des anciens royalistes et du Gouvernement (1830), Les États de Blois 1588-1589 (1844).
Il participa indirectement à la fonction publique dans la ville de Lyon en émettant une opinion sur la création d'une Faculté de médecine à Lyon au Conseil municipal du 4 décembre 1845, en établissant un rapport à l'Institution Martinière sur une Fondation en faveur des jeunes filles pauvres de cette ville en 1844.
Son premier ouvrage littéraire, et seul du genre, Les Orphelins (1817), drame en 3 actes et en vers, ne restera pas dans les annales.